# Iglesia de Santa María de Amargós
La iglesia de Santa María de Amargós, actualmente dedicada a la Inmaculada Concepción, es la iglesia parroquial, románica, del pueblo de La Torre de Amargós, perteneciente al término municipal de San Esteban de la Sarga, del Pallars Jussá, en la provincia de Lérida.
Se trata de un templo de origen románico, muy transformado a lo largo de los tiempos. Conserva un portal adintelado. El estado actual es ruinoso, con la bóveda de la nave hundida. Se conservan los muros de levante y poniente, así como el septentrional, mientras que el sur es casi totalmente derribado.
Era una iglesia pequeña, de una sola nave, sin ábside exento (quizá desaparecido en una época anterior), con aparato constructivo románico en la parte norte, pero muy modificado en la Edad Moderna. Los elementos románicos hacen pensar en una obra rural del siglo XII.